# Sphecodes genaroi
Sphecodes genaroi är en biart som beskrevs av Engel 2006. Sphecodes genaroi ingår i släktet blodbin, och familjen vägbin. Inga underarter finns listade i Catalogue of Life.